# Leon H. Meerloo
Leon H. Meerloo, geboren Leonardus Hartog Meerloo (Den Haag, 15 februari 1863 – Amsterdam, 19 januari 1940) was een Nederlands cellist.
Hij was zoon van Hartog Leonardus Meerloo en Jeannette Stibbe. Broers Eduard (muziekonderwijzer) en Herman Meerloo (altist) waren ook werkzaam in de muziek. Meerloo woonde met zijn vrouw Elisabeth/Betje Sternheim, net als zijn broer langere tijd in de Jodenbuurt (Amsterdam) (Waterlooplein 4), maar ook in De Pijp (Jacob van Campenstraat). Hij werd begraven op de Joodse Begraafplaats.
Zijn carrière loopt parallel aan dat van zijn broer. Hij kreeg opleiding aan het Muziekschool in Den Haag, in dit geval van Joseph Giese. Ook Leon nam zitting in het Utrechts Stedelijk Orkest van C. Coenen, hij was toen 17 jaar. Hij vertrok naar Amsterdam om er zitting te nemen in het Paleisorkest (Paleis voor Volksvlijt, 1883-1888) en stapte in 1888 over naar het Concertgebouworkest. Hij trad met genoemde orkesten ook als solist op, zo was hij 99 keer solist bij het Concertgebouw onder bijvoorbeeld Willem Kes, Cornelis Dopper en Willem Mengelberg. In de begintijd van dat orkest, zat Meerloo ook wel solo op het podium. Zo is er een uitvoering van hem bekend in 1901 van de zelden gespeelde cellosonate van Richard Strauss. In 1928 ging hij officieel met pensioen en werd door zijn werkzaamheden benoemd tot ridder in de Orde van Oranje-Nassau. Hij zat echter nog regelmatig in het orkest, als er een remplaçant nodig was. Hij bespeelde een Galiano-cello uit 1735.